# 元競走馬のオレっち
『元競走馬のオレっち』（もときょうそうばのオレっち）は、おがわじゅり作の、乗馬を題材とした漫画作品。著者の開設するウェブサイトで連載されている。コミックスは幻冬舎より発行されている。

## あらすじ
競走馬のサラブレッド「オレっち」は超良血馬。幼い頃から「ダービー候補」と持てはやされるが、気性難がネックとなりダービー制覇どころか1勝もできないでいた。ある日、馬運車に乗せられ、その辿り着いた先はなんと乗馬クラブ。当初は頑なに乗用馬としての運命を拒むオレッちだったが…。

## 登場人馬

### 馬
オレっち（サラブレッド/牡/鹿毛）
本編の主人公。一人称はオレっち。父、母、兄弟ともにGI馬という超エリート一家に生まれ、自身も「ダービー候補」とまで持てはやされる。が、持ち前の気性の荒さがネックとなり、ついに1勝もできないままターフを去る。馬運車で輸送された先は（当初休養として放牧に出されていたと思い込んでいたが）乗馬クラブであった。そこで乗用馬として第二の人生ならぬ馬生を歩む事になる。当初はエリート意識から乗用馬としての馬生を拒み続けるが、栗毛くん、もやし先生、ウズマキ、デカ女に支えられ、次第に乗用馬としての運命と向かい合っていく。競走馬としては月並み以下であったが、初めて出場した競技会で3位入賞を果たすなど、乗用馬としての資質は決して低くはないようである。
栗毛くん（サラブレッド/セン/栗毛）
オレっちと同じく元競走馬。放牧に出ていると思い込んでいたオレっちに、「君は既に引退している」という現実を宣告する。献身的な性格の持ち主で、横木通過の調教に悪戦苦闘しているオレっちの先導役を務めるなど、オレっちにとっては良き兄貴的な存在。将来はセントジョージクラスの競技に出場する事が夢だが、生まれつき脚元が弱くレッスンに参加できない事も多い。乗用馬として働ける事を懸命にアピールするが、物語後半で夢半ばにして止むなく退厩処分が下される。
デカ女（セルフランセ/牝/黒鹿毛?）
乗用馬になるために調教された外国産馬。乗用馬として圧倒的な能力を誇り、地元の競技会では負けなし。将来はオリンピック出場を目指している。乗用馬の調教に馴染めないオレっちに冷たく接するが、他方でオレっちに速歩の姿勢の手本を見せる等、オレっちの事を乗用馬の後輩として気にかけている様子である。

### 人間
ウズマキさん（人間/男）
競馬好きが興じて乗馬を始める。乗馬歴は5年。頬の渦巻が特徴。そのそつの無い手綱さばきで、オレっちを初の競技会で3位に導く。物語後半で、全治1年の怪我を負ったオレっちを購入し、オーナーになる。オレっちにとっては命の恩人と言える存在。
もやし先生（人間/男）
乗馬クラブのインストラクター。オレっちの調教を担当する。根気強くオレっちに調教を施し、オレっちに乗用馬としての道を拓いた功労者である。
さくらさん（人間/女）
乗馬クラブインストラクター。デカ女のメインジョッキー。
とげおくん（人間/男）
乗馬クラブのインストラクター。もやし先生の負傷により、オレっちの調教を代わりに行う。ムチを連打するなど無茶をする性格。
所長（人間/男）
乗馬クラブの所長。カツラ疑惑があるらしい。